# 聯合國安全理事會第661號決議
联合国安全理事会第661号决议（英語：United Nations Security Council Resolution 661），于1990年8月6日通过。决议重申联合国安理会第660号决议，注意到伊拉克拒绝遵守撤出科威特的要求，安理会将采取措施，根据《联合国宪章》第七章规定，对伊拉克实施国际制裁。这是安全理事会在伊拉克入侵科威特后的第二个决议案。
因此，安理会决定，各国应避免：
(1) 将原产于伊拉克或科威特并在本决议通过之日后出口的任何商品和产品输入其境内;
(2) 其国民或在其领土进行任何活动去促进或意图促进从伊拉克或科威特出口或转运任何商品或产品，悬挂其国旗的船只或在其领土内经营原产于伊拉克或科威特并在本决议通过之日后出口的任何商品和产品，特别包括为这种活动或经营将任何资金转往伊拉克或科威特;
(3) 将武器或其他军事装备出售给伊拉克或科威特（但不包括人道主义援助）;
(4) 向伊拉克和科威特境内的任何商业、工业或公用事业机构提供任何资金或任何其他财政或经济资源，除了目的是用以医疗或人道主义。
决议要求所有会员国，包括非联合国会员国，严格按照该决议的规定去执行，并决定成立一个安理会的委员会，由安理会所有成员组成，向安理会报告工作并提出意见和建议，审查由秘书长提出的决议执行进展情况报告并向各国索取关于各国有关决议执行情况的进一步资料。
最后安理会强调，制裁不应影响对科威特合法政府的援助。该决议以13票赞成，0票反对，2票弃权（古巴、也门）通过。
海湾战争结束后，制裁仍然持续，原因是联合国安理会第687号决议要求伊拉克政府消除大规模杀伤性武器。由于伊拉克政府的政策和国际制裁，伊拉克产生了恶性通货膨胀，人民长期贫困的现象。